# Арнольд Юргенсен
Арнольд Юргенсен (нім. Arnold Jürgensen; 17 травня 1910, Теллінгштедт — 23 грудня 1944, Бютгенбах) — німецький офіцер, штурмбанфюрер СС. Кавалер Лицарського хреста Залізного хреста.

## Біографія
З 1939 року — командир взводу 6-ї роти лейбштандарту. З червня 1940 року — командир 11-ї, з липня 1940 року — 13-ї роти лейбштандарту. З липня 1942 року — командир 12-ї роти 1-го танково-гренадерського полку СС «Лейбштандарт СС Адольф Гітлер», з 14 жовтня 1942 року — 1-ї роти 1-го танкового полку СС «Лейбштандарт СС Адольф Гітлер». З 19 листопада по 7 грудня 1942 року проходив курс командира танкових роти в танковому училищі Вюнсдорфа. З 31 липня 1943 року — командир 2-го, з 15 листопада 1943 року — 1-го дивізіону 12-го танкового полку СС. 21 грудня 1944 року важко поранений (опіки від фосфорної гранати) і через 2 дні помер.

## Звання
- Унтерштурмфюрер СС (10 березня 1935)
- Оберштурмфюрер СС (9 листопада 1936)
- Гауптштурмфюрер СС (1 вересня 1940)
- Штурмбанфюрер СС (25 листопада 1943)

## Нагороди
- Почесна шпага рейхсфюрера СС
- Кільце «Мертва голова»
- Медаль «У пам'ять 13 березня 1938 року»
- Медаль «У пам'ять 1 жовтня 1938» із застібкою «Празький град»
- Залізний хрест
  - 2-го класу (16 жовтня 1939)
  - 1-го класу (22 липня 1940)
- Нагрудний знак «За танкову атаку» в сріблі
- Медаль «За вислугу років у СС» 4-го і 3-го ступеня (8 років)
- Штурмовий піхотний знак в бронзі (9 березня 1942)
- Медаль «За зимову кампанію на Сході 1941/42» (25 серпня 1942)
- Німецький хрест в золоті (6 травня 1943)
- Лицарський хрест Залізного хреста (16 жовтня 1944)